# Карлос Спадаро
Карлос Спадаро (ісп. Carlos Spadaro, 5 лютого 1902, Ланус — 15 листопада 1985, Ланус) — аргентинський футболіст, що грав на позиції нападника.
Виступав за клуби «Ланус» та «Естудьянтіл Портеньйо», а також національну збірну Аргентини, у складі якої 1930 року був учасником першого чемпіонату світу.

## Клубна кар'єра
У дорослому футболі дебютував 1926 року виступами за команду клубу «Ланус», в якій провів чотири сезони, взявши участь у 121 матчі чемпіонату.  Більшість часу, проведеного у складі «Лануса», був основним гравцем атакувальної ланки команди. У складі «Лануса» був одним з головних бомбардирів команди, маючи середню результативність на рівні 0,51 голу за гру першості.
Протягом 1930—1931 років захищав кольори команди клубу «Естудьянтіл Портеньйо».
1931 року повернувся до «Лануса». Цього разу відіграв за команду з рідного міста два сезони своєї ігрової кар'єри. Граючи у складі «Лануса» знову здебільшого виходив на поле в основному складі команди.
Завершив ігрову кар'єру у клубі «Естудьянтіл Портеньйо», до команди якого удруге прийшов 1934 року, того ж року припинив виступи на професійному рівні.
Помер 15 листопада 1985 року на 84-му році життя у місті Ланус.

## Виступи за збірну
1928 року дебютував в офіційних матчах у складі національної збірної Аргентини. Протягом кар'єри у національній команді, яка тривала 4 роки, провів у формі головної команди країни 5 матчів, забивши 1 гол.
У складі збірної був учасником чемпіонату світу 1930 року в Уругваї, де взяв участь в одній грі, а його команда здобула «срібло».

## Титули і досягнення
- Віце-чемпіон світу: 1930